# عضلة أذنية خلفية
العَضَلَةُ الأُذُنِيَّةُ الخَلْفِيَّة تتكون من اثنتين إلى ثلاثة حزم عضلية سميكة، والتي تنشأ من الجزء الخُشَّائِيّ للعظم الصدغي بألياف سِفاقِيّة قصيرة؛ وتنغرز في في الجزء السفلي من سطح الجمجمة في صيوان الإذن.